# Danilo Gelinski
Danilo Gelinski (* 13. März 1990 in Guarapuava) ist ein brasilianischer Volleyballspieler.

## Karriere
Gelinski begann seine Karriere 2008 bei São Bernardo Vôlei. In der Saison 2010/11 spielte er bei Montes Claros Vôlei und danach ein Jahr lang bei Sada Cruzeiro Vôlei in Contagem. 2012 wechselte er zu Universidade Federal de Juiz de Fora. 2013 gab der ehemalige Juniorennationalspieler sein Debüt in der brasilianischen A-Nationalmannschaft. 2015 verließ der Zuspieler erstmals seine Heimat und ging zu Benfica Lissabon. 2016 kehrte er nach Brasilien zurück und spielte eine Saison bei Funvic Taubaté. 2017 wechselte er zum neugegründeten deutsch-österreichischen Bundesligisten Hypo Tirol Alpenvolleys Haching.  Mit den Alpenvolleys schied er in der Saison 2017/18 im Achtelfinale des DVV-Pokals aus, erreichte aber in den Bundesliga-Playoffs das Halbfinale. Die gleichen Ergebnisse gab es in der Saison 2018/19. Nach der Auflösung der Alpenvolleys-Kooperation wechselte Gelinski 2020 zum französischen Erstligisten AS Cannes Volley-Ball, mit dem er 2021 die französische Meisterschaft gewann.